# Helanthium bolivianum
Espèce
Statut de conservation UICN

 LC  : Préoccupation mineure
Helanthium bolivianum est une plante aquatique tropicale de la famille des Alismataceae, également appelée Echinodorus bolivianus. 

## Distribution
Helanthium bolivianum est présente au Mexique, en Amérique centrale, dans les Antilles et en Amérique du Sud.